# بلدة نيو إنجلاند

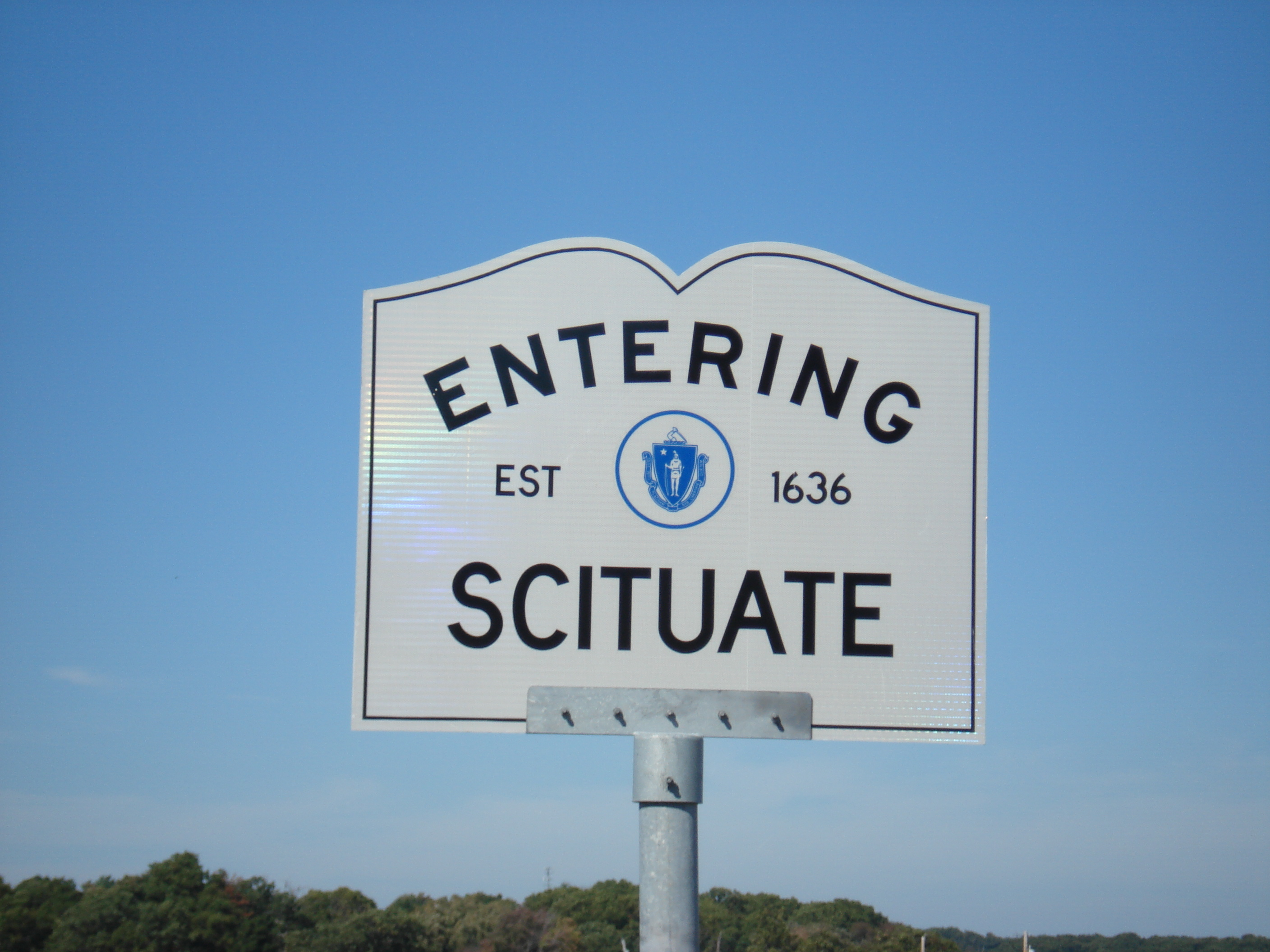

بلدة نيو إنجلاند (بالإنجليزية: New England town)‏ هو تقسيم إداري لبلدات أقليم نيو إنجلاند الذي يتكون من 6 ولايات.